# 阿里山祝山線型客車

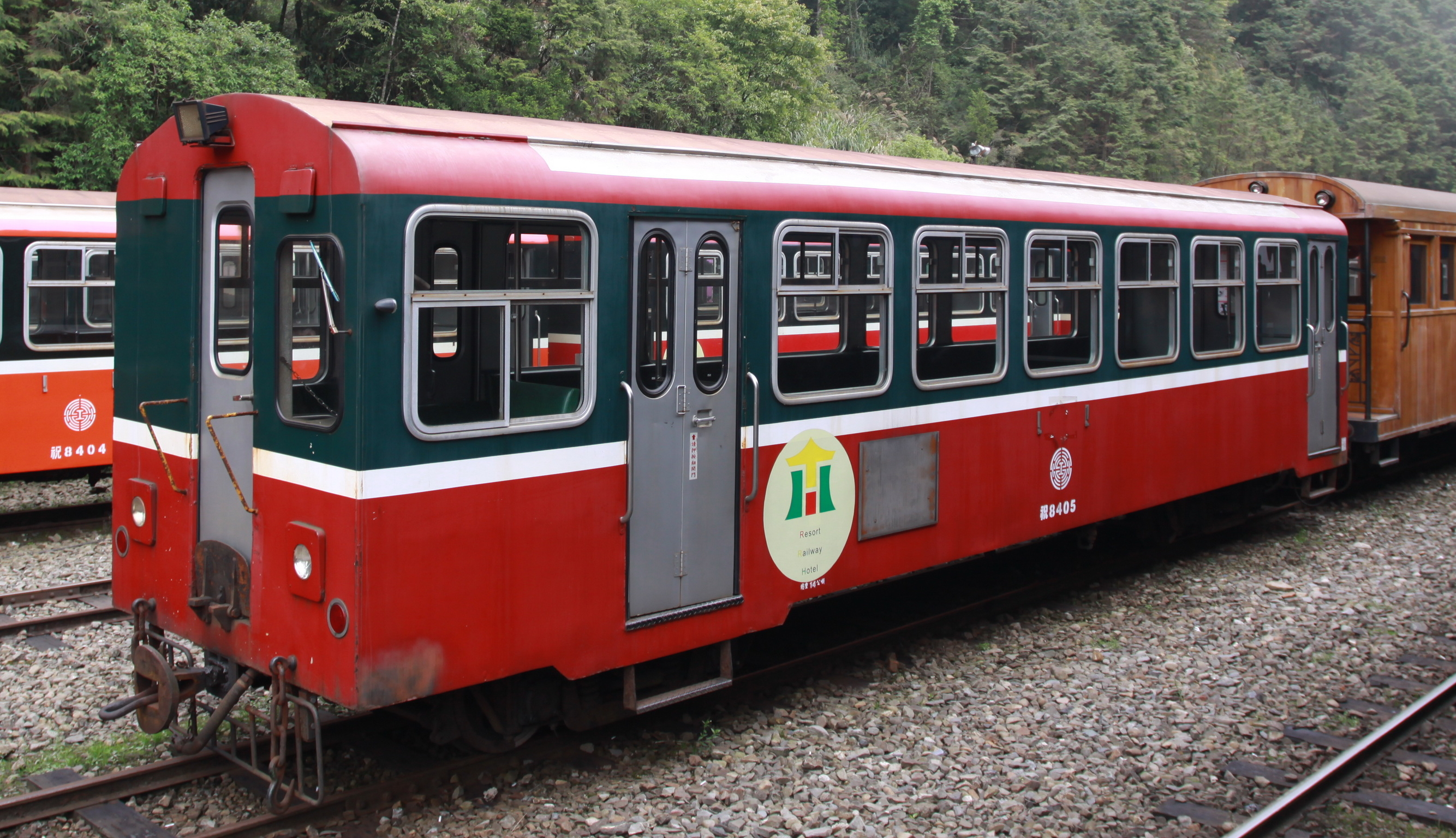
祝山線型客車 8405 (守車)

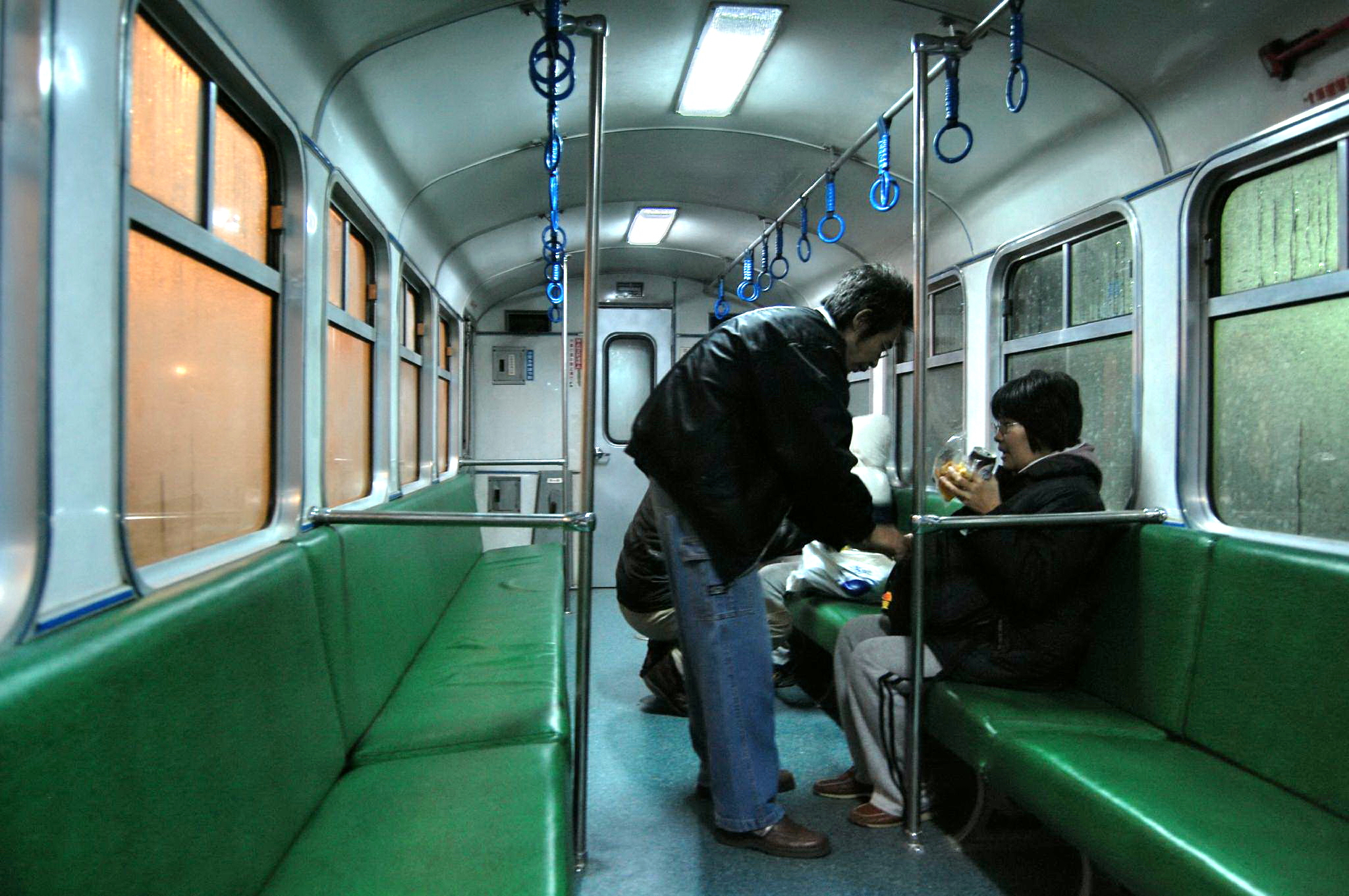
祝山線型客車車廂內

祝山線型客車是阿里山林業鐵路的鐵路客車，現為祝山線、眠月線、神木區間線專用車。在林務局的紀錄中，祝山線型客車最多共有二十六輛。

## 歷史
- 1994年-1996年：祝山線型客車投入服務。

## 塗裝
祝山線型客車另一大特點在於其塗裝，它的塗裝一改當時過去林鐵只有紅白色系的傳統，因此除紅底單白線外，於車窗窗帶改為墨綠色，車門不再牽就車體而改為銀色，整體塗裝源自瑞士冰河列車RhB（Rhätische Bahn）之Bernina Express登山客車，除車頂外，可謂RhB客車翻版，而內裝仿自台鐵EMU500型電車。

## 特殊構造
車門一改過去鋼體客車側面單門的傳統，比照木造客車改為雙門設計，加快上下車速率，如此設計可能是為了因應祝山觀日出、眠月觀一葉蘭與石猴的大量人潮，但內裝仍沿襲今日SP客車長條椅設計。車窗改良過去巴士窗型式，以七個大窗搭配上方可滑動鋁窗呈現，亦是台灣首見。

## 車廂資料與規格
| 製造年月              | 輛數 | 車號          | 製造廠               | 車體尺寸（長×寬×高） | 備註                   |
| --------------------- | ---- | ------------- | -------------------- | -------------------- | ---------------------- |
| 1994年（民國83年）6月 | 10   | 祝8301-祝8310 | 台灣省農工嘉義機械廠 |                      | 祝8306、祝8408事故報廢 |
| 1995年（民國84年）6月 | 9    | 祝8401-祝8409 | 台灣省農工嘉義機械廠 |                      | 祝8306、祝8408事故報廢 |
| 1996年（民國85年）1月 | 7    | 祝8501-祝8507 | 台灣省農工嘉義機械廠 |                      | 祝8306、祝8408事故報廢 |